# Pseudobunaea santini
Pseudobunaea santini is een vlinder uit de familie nachtpauwogen (Saturniidae). De wetenschappelijke naam van deze soort is voor het eerst geldig gepubliceerd in 2009 door Philippe Darge.
De soort komt voor in het Afrotropisch gebied.

## Type
- holotype: "male, 27-X-2005, leg. Ph. Darge, genitalia slide Darge SAT no. 677, barcoding PD-BC 2423"
- instituut: Collectie Philippe Darge, Clénay, Frankrijk
- typelocatie: "Tanzania, Tanga Region, West Usambara, Magamba Forest, 04°42.594'S 038°14.239'E, 2100 m"